# 気管支敗血症菌
気管支敗血症菌（Bordetella bronchiseptica、ボルデテラ・ブロンキセプティカ）とはボルデテラ属(Bordetella)に属する細菌であり、感染性気管支炎の原因となる。気管支敗血症菌は各種動物に広く分布し長期間生活環境で持続することができる。同属の近縁種にヒトに固有の百日咳を引き起こす百日咳菌(Bordetella pertussis)がある。

## 病原性
B. pertussisやB. parapertussisとは異なり、B. bronchisepticaはヒトへは感染せず、ネコ、イヌ、ウサギなどの小型の哺乳類の気道に感染する。
B. bronchisepticaはB. pertussisの特徴である百日咳毒素(en:pertussis toxin)を発現しないが、遺伝子によると両者は非常に近縁である,。

### 動物における病原性
獣医学において、B. bronchisepticaは複数種の動物を宿主として病原性を示す。B. bronchisepticaとPasteurella multocidaの混合感染は発育阻害や鼻甲介の変形を引き起こす豚萎縮性鼻炎の原因となる。B. bronchiseptica はイヌやウサギにおける急性気管気管支炎の原因となる。B. bronchisepticaは鼻道においてよく見つけられる。B. bronchisepticaはスナッフルとして知られている無症状様感染症の原因と誤解されるが、実際はPseudomonas multocidaとB. bronchisepticaが同時に鼻腔に混合感染することを原因とする。